# Rhynchospora capitata
Rhynchospora capitata är en halvgräsart som först beskrevs av Carl Sigismund Kunth, och fick sitt nu gällande namn av Johann Jakob Roemer och Schult.. Rhynchospora capitata ingår i släktet småag, och familjen halvgräs. Inga underarter finns listade i Catalogue of Life.